# Lijst van beschermd erfgoed in Wezet
Onderstaande tabel geeft een overzicht van de beschermde erfgoederen in de gemeente Wezet. Het beschermd erfgoed maakt deel uit van het cultureel erfgoed in België.
| Object | Bouwjaar/architect | Deelgemeente       | Adres                              | Coördinaten                   | Nummer?                | Afbeelding |
| --- | ------------------ | ------------------ | ---------------------------------- | ----------------------------- | ---------------------- | --- |
| Stadhuis van Wezet (M) |                    | Wezet              | Rue des Récollets 1                | 50° 44' 6" NB, 5° 41' 37" OL  | 62108-CLT-0001-01 Info | Stadhuis van Wezet (M) |
| Kapittelkerk van Sint-Martinus en Sint-Hadelinus: koor (M) |                    | Wezet              | Place de la Collégiale             | 50° 43' 59" NB, 5° 41' 45" OL | 62108-CLT-0002-01 Info | Kapittelkerk van Sint-Martinus en Sint-Hadelinus: koor (M) |
| Onze-Lieve-Vrouw-van-de-berg-Karmelkerk (M) |                    | Wezet              | Avenue Franklin Roosevelt 42       | 50° 44' 17" NB, 5° 41' 8" OL  | 62108-CLT-0003-01 Info | Onze-Lieve-Vrouw-van-de-berg-Karmelkerk (M) |
| Ensemble van de Loretokapel, de hoeve du Temple en omgeving (S) |                    | Wezet              | rue Porte de Lorette.              | 50° 43' 55" NB, 5° 41' 51" OL | 62108-CLT-0004-01 Info | Ensemble van de Loretokapel, de hoeve du Temple en omgeving (S) |
| Kasteel Sarolea (M) ensemble van het kasteel en diens omgeving (S) |                    | Cheratte           | hoek Rue de Visé en Rue Césaro     | 50° 40' 44" NB, 5° 40' 7" OL  | 62108-CLT-0005-01 Info | Kasteel Sarolea (M) ensemble van het kasteel en diens omgeving (S) |
| Thiers van Lanaye, van Vignes en van Nivelle op de oostelijke helling van de Sint-Pietersberg (S)                                                                                    |                    | Ternaaien en Lieze |                                    | 50° 46' 2" NB, 5° 39' 49" OL  | 62108-CLT-0006-01 Info | |
| Sint-Lambertuskerk (M) |                    | Lieze              | Rue de Lixhe n° 13                 | 50° 45' 18" NB, 5° 40' 45" OL | 62108-CLT-0008-01 Info | Sint-Lambertuskerk (M) |
| Orgel van de Sint-Firminuskerk (M) |                    | Richelle           | Place Cour de Justice              | 50° 42' 58" NB, 5° 41' 33" OL | 62108-CLT-0011-01 Info | |
| Ile de la Meuse (S) (vanaf 1 januari 2018 Nederlands grondgebied) |                    | Ternaaien          |                                    | 50° 48' 28" NB, 5° 41' 41" OL | 62108-CLT-0012-01 Info | Ile de la Meuse (S) (vanaf 1 januari 2018 Nederlands grondgebied) |
| Steenkolenmijn van Hasard : tuinwijk (M) schachttoren nr. 1 met machinekamers (M) ensemble van de tuinwijk en omgeving (S) ensemble van de koolmijn en beboste heuvel ten oosten (S) |                    | Cheratte           |                                    | 50° 40' 53" NB, 5° 40' 12" OL | 62108-CLT-0013-01 Info | Steenkolenmijn van Hasard : tuinwijk (M)schachttoren nr. 1 met machinekamers (M) ensemble van de tuinwijk en omgeving (S)ensemble van de koolmijn en beboste heuvel ten oosten (S) |
| Luchtschacht genaamd "Belle Fleur" van de steenkolenmijn van Hasard (M) | 1927               | Cheratte           | Rue Petoumont                      | 50° 40' 51" NB, 5° 40' 19" OL | 62108-CLT-0014-01 Info | Luchtschacht genaamd "Belle Fleur" van de steenkolenmijn van Hasard (M) |
| Thier de Caster, op de oostelijke helling van de Sint-Pietersberg (S) |                    | Ternaaien          |                                    | 50° 48' 9" NB, 5° 41' 11" OL  | 62108-CLT-0015-01 Info | Thier de Caster, op de oostelijke helling van de Sint-Pietersberg (S) |
| Huis: gevels en daken, en trottoir met keien (M) | 1800               | Lieze              | Rue de la Halle 3 voorheen nr. 171 | 50° 45' 18" NB, 5° 40' 48" OL | 62108-CLT-0016-01 Info | Huis: gevels en daken, en trottoir met keien (M) |
| Buitenhuis van Jean-Remacle de la Tour (M) ensemble van het huis, het park, het jaagpad en de oever van de Maas (S)                                                                  | 1731-1734          | Lieze              | Rue de Lixhe 12 voorheen nr. 186   | 50° 45' 21" NB, 5° 40' 52" OL | 62108-CLT-0017-01 Info | Buitenhuis van Jean-Remacle de la Tour (M) ensemble van het huis, het park, het jaagpad en de oever van de Maas (S)                                                                |
| Huis: gevels en daken (M) | 1720, 1723         | Wezet              | Avenue F. Roosevelt 19             | 50° 44' 14" NB, 5° 41' 11" OL | 62108-CLT-0018-01 Info | Huis: gevels en daken (M) |
| Omgeving van de Kapel Notre-Dame de Bon Secours (S) |                    | Wezet              | Rue Marchand                       | 50° 43' 56" NB, 5° 41' 11" OL | 62108-CLT-0019-01 Info | Omgeving van de Kapel Notre-Dame de Bon Secours (S) |
| Huis: gevels en daken, en trottoir met kiezels |                    |                    | rue de la Halle, n°172             | 50° 45' 17" NB, 5° 40' 48" OL | 62108-CLT-0020-01 Info | |